# Lizy-sur-Ourcq
Lizy-sur-Ourcq település Franciaországban, Seine-et-Marne megyében. Lakosainak száma 3575 fő (2022. január 1.). Lizy-sur-Ourcq Ocquerre, Le Plessis-Placy, Congis-sur-Thérouanne, Mary-sur-Marne és May-en-Multien községekkel határos.

## Népesség
A település népességének változása:
| Lakosok száma | 3612 | 3628 | 3740 | 3566 | 3535 | 3533 | 3529 | 3519 | 3575 |
|               | 2013 | 2015 | 2016 | 2017 | 2018 | 2019 | 2020 | 2021 | 2022 |